# 7769 Окуні
7769 Окуні (7769 Okuni) — астероїд головного поясу, відкритий 4 листопада 1991 року.
Тіссеранів параметр щодо Юпітера — 3,481.
Названо на честь Окуні (яп. おおくに(大國) о:куні)